# Війна за реформу
Війна за реформу — громадянський конфлікт у Мексиці між консерваторами і лібералами у 1859-1861 роках.

## Передісторія
Конфлікт почався через початок дії нової конституції у Мексиці, запровадженої лібералами. Ця конституція проголошувала майнову недоторканість, свободу слова, тощо.
Консерватори категорично з нею не погодилися, їх підтримало духовенство, що спричинило громадянську війну в країні.

## Конфлікт
Спочатку перевага була на боці консерваторів. Вони контролювали велику частину країни і, зокрема, столицю Мехіко, на їхньому боці було духовенство. Але найголовнішим було те, що під їхнім контролем була майже вся армія. Тому військо лібералів на початку війни зазнавало поразку за поразкою.
Втім, за деякий час ліберали змогли організувати партизанську війну, і ситуація перейшла під їхній контроль. 22 грудня 1861 капітулювала остання армія консерваторів, а 1 січня ліберали увійшли в Мехіко, поклавши край війні.